# Raymond Lambert (alpiniste)
Pour les articles homonymes, voir Raymond Lambert.
Raymond Lambert  est un alpiniste suisse né à Plainpalais (désormais dans la commune de Genève) le 18 octobre 1914 et mort le 24 février 1997 à Genève.

## Biographie
Raymond Lambert commence à grimper très jeune, à une époque où l’alpinisme était encore largement affaire d’amateurs. Capable de gravir avec facilité des sommets réputés difficiles, il est rapidement considéré comme un alpiniste brillant.
Le 30 juin 1935, il effectue avec sa compagne de cordée Loulou Boulaz, la deuxième ascension de la face nord des Grandes Jorasses par l'éperon Croz. Pensant être les premiers à réaliser cet exploit, ils apprennent à la descente qu'une cordée allemande les a devancés de 24 heures seulement. En 1936, il répète, toujours avec Loulou Boulaz, l'ascension de la face nord des Drus et trouve une variante qui porte désormais son nom : la fissure Lambert.
Décidé à faire carrière comme guide de haute-montagne, il fréquente l’école des guides du Valais, dont il sort premier de sa promotion en 1937.
En février 1938, il fait partie de l’équipe qui réussit la première traversée hivernale des aiguilles du Diable mais la tempête survient et tous se retrouvent coincés au fond d’une crevasse, à plus de 4 000 mètres d’altitude.
Il participe dans l’Himalaya à l'expédition suisse du printemps 1952. Il y rencontre Tensing Norgay en compagnie duquel il tente les deux assauts vers le sommet de l'Everest et auquel le liera une solide amitié : les deux hommes se reverront souvent par la suite, Norgay effectuant même à plusieurs reprises le voyage en Suisse.
Raymond Lambert revient par la suite dans l’Himalaya pour une tentative au Cho Oyu en 1954 avec Claude Kogan, puis va également au Pakistan ainsi que dans les Andes.
À partir des années soixante, il se tourne vers l'aviation et se spécialise dans la haute montagne. Il monte une compagnie de charters, puis est embauché par une filiale de la Swissair. Il pilotera jusqu’à l’âge de 72 ans.
Raymond Lambert s’éteint le 24 février 1997 à Genève. L’été suivant, son fils disperse ses cendres depuis le sommet du mont Blanc.

## Aiguilles du Diable
Guide fraichement diplômé, Raymond Lambert se lance en février 1938 à l'assaut de la première traversée des aiguilles du Diables en hivernale ; avec lui, sa cliente Erica Stagni et son compagnon de cordée, et guide, Marcel Gallay.
Vers la fin de la traversée, ils se font surprendre par le blizzard. Ils réussissent à finir la voie mais, désorientés, errent sur la glacier du Mont-Blanc du Tacul à la recherche d'une issue. Ils finissent par trouver une crevasse où ils décident de se réfugier. La tempête ne s'arrêtant pas, ils y passent trois nuits, à plus de 4 000 m d'altitude. Raymond Lambert décide alors de quitter l'abri pour aller chercher de l'aide, en sachant pertinemment qu'avec le froid, le vent et le manque de visibilité, ses chances de succès sont maigres. Il est retrouvé presque mort deux jours plus tard par une caravane de secours composée de guides locaux et réussit a indiquer où se trouvent ses compagnons.
Raymond Lambert perd tous ses orteils et quelques doigts, emportés par le gel, ce qui ne l'empêche pas de continuer l'alpinisme grâce à la confection de chaussures spéciales. Marcel Gallay, dans un sacrifice vain, pour avoir passé l'intégralité de son temps à masser les extrémités d'Erica Stagni pour faire circuler le sang sans se soucier de sa propre santé, est amputé de ses orteils et de son talon gauche.

## Everest
Sur l'arête sud, le 28 mai 1952, Raymond Lambert et Tensing Norgay atteignent l'altitude de 8 600 mètres, après avoir en cinq heures de marche gagné 200 mètres. C’est alors que le vent se lève. Le sommet est proche, mais Lambert et Tensing comprennent que s’ils continuent, ils n’en reviendront jamais.
Ils redescendent donc vers le camp dressé au col Sud (7 900 m) où les attendent leurs compagnons mais les forces manquent quand même comme le rappelle Lambert deux jours plus tard : « Flory et Aubert ont dû nous traîner dans les tentes. Il y avait dix mètres à remonter, on ne pouvait pas. »
Ainsi se termine la tentative suisse du printemps 1952, celle qui aura exploré le versant népalais de l’Everest et littéralement ouvert la porte du sommet.
Raymond Lambert et Tensing Norgay reviendront à l’automne et ils tenteront un nouvel assaut mais le cœur n’y est plus vraiment après les accidents qui ont endeuillé cette expédition-là. Tensing reviendra un an après quasiment jour pour jour (le 29 mai 1953) et ce sera le triomphe, en compagnie d’Edmund Hillary.